# Пушнова Тетяна Геннадіївна
Тетяна Геннадіївна Пушнова (* 12 березня 1978, Херсон) — українська журналістка, репортерка, редакторка та продюсерка. Генеральна продюсерка Громадського телебачення (з березня 2017). Генеральна продюсерка «Ukraine Today» (08.2014 — 12.2016). Шеф-редакторка «Телевізійної служби новин», 1+1 (2011—2014).

## Біографія
Народилася 12 березня 1978 року в місті Херсон. Закінчила Національний університет «Києво-Могилянська академія», спеціальність культурологія.
Починала свою діяльність на 5 каналі. За 12 років роботи на телебаченні працювала редакторкою новин, що виходять щогодини і в режимі марафону, випускала в ефір ток-шоу «Майдан з Данилом Яневським», працювала репортеркою, зокрема висвітлювала військовий конфлікт у Грузії в серпні 2008 року, брала участь у створенні та випускала новини на телеканалі ТВі.
З 2010 року працювала в групі компаній 1+1 Медіа, де переформатувала нічний випуск ТСН, створила перший український телевізійний таблоїд «ТСН.Особливе» і з вересня 2011 року очолила редакцію ТСН на телеканалі 1+1 — на посаді шеф-редакторки ТСН пропрацювала три роки.
Улітку 2014 року Пушнова запустила та очолила перший український англомовний інформаційний телеканал «Ukraine Today».
Після закриття Ukraine Today Ігорем Коломойським на запрошення Наталії Гуменюк стала генеральним продюсером Громадського телебачення.
Авторка книжки «Євромайдан очима ТСН» — про роботу журналістів Телевізійної служби новин під час подій зими 2013—2014 років.
Тренерка з журналістики, комунікаційних стратегій, навичок роботи в ефірі.
Одружена з теле- та радіоведучим Вадимом Карп'яком. Має двох дітей.